# بيل براون (لاعب كريكت)
بيل براون (31 يوليو 1912 في أستراليا - 16 مارس 2008 في أستراليا) (بالإنجليزية: Bill Brown)‏ هو لاعب كريكت أسترالي. شارك مع منتخب أستراليا الوطني للكريكت. أما مع النوادي، فقد لعب مع فريق جنوب ويلز الجديد للكريكت ‏ وفريق كوينسلاند للكريكت ‏.

## وصلات خارجية
- بيل براون على موقع إي آس بي آن كريك إنفو (الإنجليزية)